# Hob (datastruktur)
En hob (eng. heap) er en datastruktur, som findes i flere varianter. Det er en struktur, der garanterer, at dataelementet med den største nøgleværdi kan findes i konstant tid. I nogle sammenhænge bruger man en minimumshob, hvor det er det mindste element, der er hurtigt at få adgang til.
- En binær hob kan bruges i forbindelse med sortering af data
- En indekseret hob kan bruges til håndtering af dataelementer med variabel størrelse